# Saint-Barthélemy (Vaud)
Saint-Barthélemy é uma comuna da Suíça, situada no distrito de Gros-de-Vaud, no cantão de Vaud. Tem 4,11 km² de área e sua população em 2018 foi estimada em 781 habitantes.